# Tokyo Metropolitan Indoor Swimming Pool
Der Tokyo Metropolitan Indoor Swimming Pool ist eine Schwimmhalle in der japanischen Hauptstadt Tokio im Bezirk Shibuya. Sie liegt in unmittelbarer Nähe zum Nationalstadion.
Die Schwimmhalle wurde anlässlich der Asienspiele 1958 in Tokio im September 1957 errichtet und im Juli des Folgejahres fertiggestellt. Die Halle verfügt über 3014 Sitzplätze. Während der Olympischen Spiele 1964 fanden in der Halle Spiele des Wasserballturniers statt.